# Meira
Meira — рід мікроскопічних базидіомікотових грибів родини Brachybasidiaceae. Містить 6 видів.

## Екологія
Грибки роду ростуть на поверхні рослин, не причиняючи їм шкоди. Деякі види заражають рослинних кліщів. Зокрема, з Meira argovae виокремлено сполуку арговін, яка використовується як акарицид. При чому, в лабораторних умовах доведено, що грибок вбиває шкідливі рослинні (Eriophyidae) та павутинні кліщі (Tetranychidae), але не шкодить корисним хижим кліщам з родини Phytoseiidae.

## Види
- Meira argovae
- Meira geulakonigii
- Meira miltonrushii
- Meira nashicola
- Meira nicotianae
- Meira siamensis